# Cumaribo
Cumaribo es un municipio colombiano ubicado en el departamento del Vichada. Su jurisdicción tiene una extensión de 65.193 km², lo que lo convierte en el municipio más extenso de Colombia, tan extenso como Sri Lanka. De hecho, es más grande que 125 países, y más extenso que 28 departamentos de Colombia. Esto se debe por la decisión de la Asamblea departamental en el año 1996 de suprimir las antiguas Áreas no municipalizadas del Departamento de Vichada para crear el Municipio de Cumaribo.
La cabecera municipal está localizada a 161 m s. n. m. y a 370 km por carretera de Puerto Carreño, la capital departamental. Así mismo, en enero de 2016 Cumaribo contaba 3.642 predios urbanos y 2.319 rurales.

Durante el conflicto armado interno en Colombia en medio del “auge de la coca” más de 3000 personas llegaron hasta este municipio provenientes de diversas partes del país para participar en el negocio de la cocaína.

## Toponimia
Cumaribo debe su nombre de un árbol, la palma de cumare.

## División político-administrativa
Además de su cabecera municipal. Cumaribo tiene bajo su jurisdicción los siguientes corregimientos:
| Corrregimiento            | Centros Poblados                                              | Veredas |
| 1 Suroccidental - Güerima | - Chupave - Güerima - Puerto Oriente - Puerto Príncipe        | Agua Bonita, Campo Alegre, Caño Amargo, Caño Azul, Caño Chupave, Chaiva, El Palmar, El Tigre, La Profunda, La Unión, Las Auroras, Las Flores, La Trocha, La Zanja, Muchuacán, Piñalito, San José de Ocuné, Turucibá. |
| 2 Occidental (Gaviotas)   | - El Progreso - El Viento - Guanape - La Catorce - Tres Matas | Santa Bárbara, Asocortomo, Siripiana, Guacamayas. |
| 3 Centro                  | - Brisa - Guaturiba - Matsuldani - Palmarito - Remanso        | Omanape, Malasia, Malicia, Chiguagua. |
| 4 Oriental (Orinoco)      | - Chaparral - Puerto Nariño - Santa Rita                      | Acapulco (Carlos Lata) |
| 5 Sur (Eje Guaviare)      | - Amanaven - El Sejal - Guaco                                 | El Siare, La Rompida, Manajuare |
| 6 Nororiental (Tuparro)   | - El Tuparro                                                  | El Cañaveral, El Capricho, El Triunfo, Araguatos, Matagrande, La Esmeralda, El Placer, Camareta. |

## Historia
A la llegada de los conquistadores españoles a las tierras de Cumaribo, vivían en el territorio varios grupos indígenas, algunos de los cuales subsisten en la actualidad; entre ellos, tal vez el más numeroso es el de los guahibos, del grupo lingüístico guahibo, aunque también están los curripacos y piapocos, del grupo lingüístico arawak, y los cuivas, desanas, puinaves y sálivas.

### Conflicto armado interno en Colombia
Entre 1990 y 2013 se presentaron en Cumaribo 128 hechos de violencia dentro del conflicto armado interno en Colombia.
A comienzos del siglo XXI el grupo guerrillero FARC-EP hizo presencia en el municipio y uno de sus líderes regionales, Tomás Medina Caracas "El Negro Acacio", controlaba parcialmente Cumaribo. Bajo la dirección de este jefe guerrillero, el narcotráfico dominó la economía de Cumaribo por varios años y gracias a la conexión por ríos cercanos, se desarrolló el tráfico de la droga hacia Venezuela. Finalmente Medina Caracas quien era reclamado en extradición por el gobierno estadounidense, murió en 2007 en la región de Cumaribo, durante un enfrentamiento con el Ejército Nacional.
En 2014 durante el proceso de los Acuerdos de paz entre el gobierno de Juan Manuel Santos y las FARC, el bloque Libertadores del Vichada, una BACRIM que comandaba Pijarvey y quiso apoderarse de las rutas de la coca de las FARC-EP. Sin embargo, el Ejército Nacional lo dio de baja a él y meses después a alias Venado, su sucesor.

## Geografía

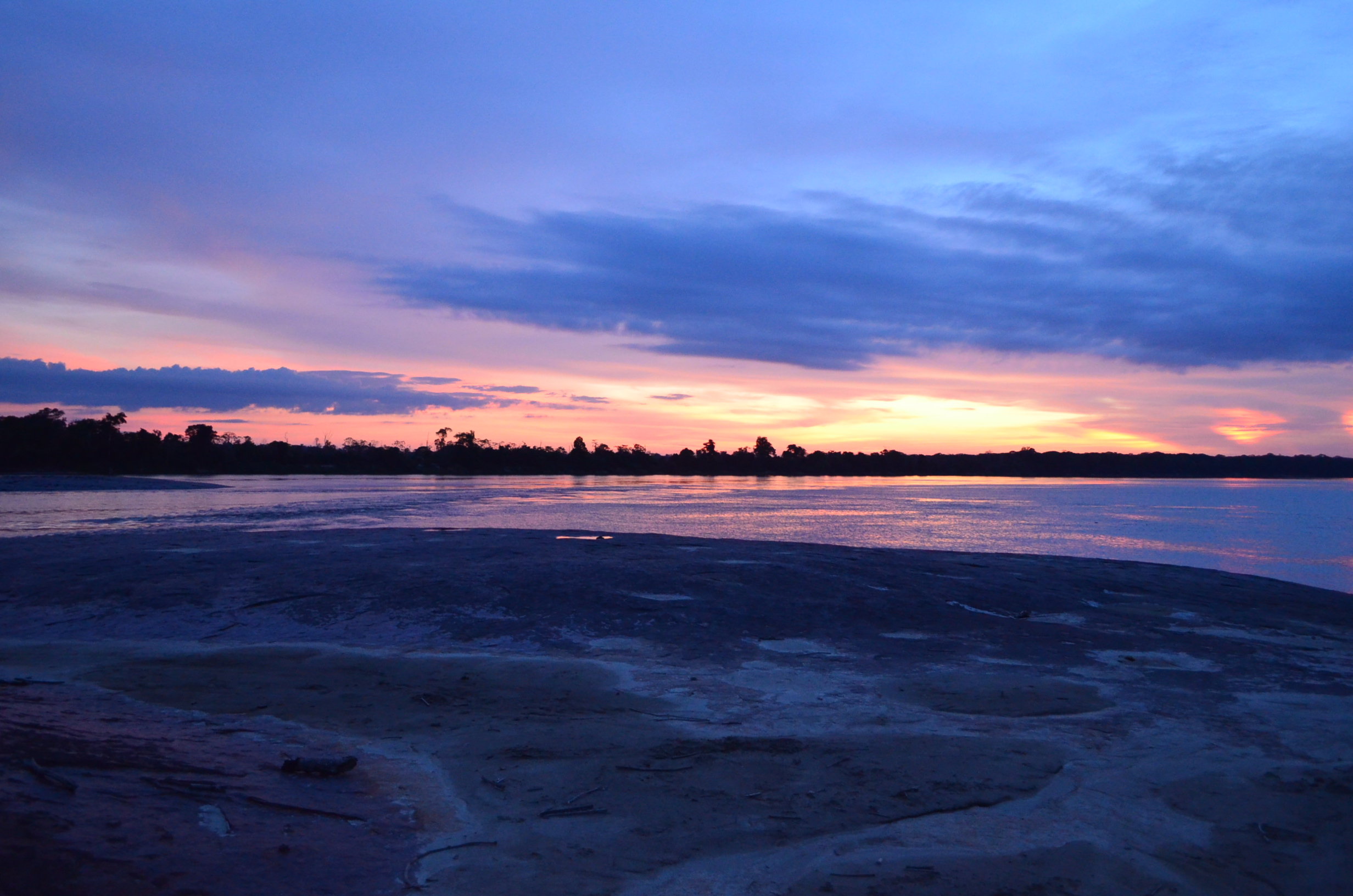
Atardecer en el río Vichada a su paso por Cumaribo.

Por la conformación del relieve (perteneciente a la región de la Orinoquía) y su ubicación, presenta el piso térmico cálido, con temperaturas que oscilan entre los 27 y los 30 °C. Las tres cuartas partes del departamento son sabanas y el resto es selva. Hay algunas terrazas y cerros, entre los que destacan Vichada, Mona, Matavenia y Guaripa.
El territorio de Cumaro es recorrido por varias corrientes, entre ellas los ríos Muco, Tomo, Tuparro y Vichada.
Límites del municipio
Cumaribo es el municipio de mayor extensión en Colombia, con un área aproximada de 65.193 km², se ubica en el oriente de Colombia, en el departamento del Vichada. Limita por el norte con Puerto Carreño, capital departamental, y con los municipios de Santa Rosalía y La Primavera, siendo dicho límite demarcado por el río Tomo; por el sur limita con el Municipio de Barrancominas en el departamento del Guainía y también con el departamento de Guaviare, límite demarcado por el río Guaviare; al oriente limita con Venezuela, límite determinado por el río Orinoco, y por el occidente limita con el departamento del Meta.
Ecología
El municipio, al estar ubicado en La Orinoquía, posee una de las regiones más ricas en recursos hídricos de Colombia, especialmente en el tramo en el cual el río Orinoco demarca la frontera con Venezuela, ya que en esta pequeña área desembocan importantes afluentes del mismo. En la parte oriental del municipio se encuentra el Parque nacional natural El Tuparro.

## Demografía
Según el censo de población y vivienda 2018 la población de Cumaribo es de 73.702 habitantes, de los cuales 2890 viven en la cabecera municipal y 69.801 es población rural.
La tasa bruta de natalidad para el 2014 fue de 5,417‰ y la de mortalidad de 0,611‰.
Por otra parte, la Unidad para la Atención y Reparación Integral a las Víctimas reportó para el 2012 como desplazados forzosos, 12 124 personas que salieron y 1088 que llegaron provenientes de otros lugares del país.
En 2020, el municipio de Cumaribo tiene la peor situación infantil de Colombia, que evalúa la desnutrición junto con otros 11 datos. Cumaribo debe este resultado en particular a su alta tasa de embarazos adolescentes y a la calidad del agua, ya que sólo el 39% de la población tiene acceso a "agua limpia".

## Economía
Según el Ministerio de Agricultura y Desarrollo Rural en 2013 la actividad agrícola de Cumaribo reportó 1.651 hectáreas en cultivos permanentes, dentro de los que se destacan palma de aceite (750 ha) y plátano (245 ha).
En cuanto al sector agropecuario para 2015, el Instituto Colombiano Agropecuario (ICA) reportó 39 000 cabezas de ganado bovino y 605 porcinos.

## Infraestructura
Existen varias maneras de acceder a Cumaribo: una de ellas es vía terrestre; otra, con dificultades todo el año, a través de un carreteable desde Puerto Gaitán; por vía fluvial navegando por el Río Vichada, el cual se conecta con el Orinoco. También se puede acceder por vía aérea mediante el aeropuerto que sirve a la cabecera municipal, el cual tiene conexión con Villavicencio y Bogotá mediante vuelos ocacionales.

## Resguardos indígenas en Cumaribo
El municipio de Cumaribo tiene unas 38 reservas indígenas.
| - Santa Teresita del Tuparro - Tomo Bebery - El Merey - San Luis del Tomo - La Esmeralda - Valdivia - Tsololoibo Matatu - Muco Guarrojo - Rawaneruba | - Saracure - Únuma - Concordia - Barranco Lindo - Corocora - Palomas Carpintero - Chocón - Laguna Colorada | - Cali - Minitas - Morocoto-Buenavista-Manajuare - Giro - Yurí - Cumaral - Barranquito – Laguna Colorada - Caño Bocón - Laguna Anguilla – La Macarena | - Sejalito – San Benito - Lagunas Negra y Cacao - Berrocal – Ajota - Matavén – Fruta - Caño Zama - Atana Pirariame - Equa Guarracañá - Bajo Vichada - Aiwa Cuna Tsepajibo - Caño Cavasi - Guacamayas. |

## Estructura organizacional municipal
| Cumaribo     | Cumaribo    | Cumaribo                   |
| Departamento | Código DANE | Categoría municipal (2024) |
| ------------ | ----------- | -------------------------- |
| Vichada      | 99773       | Cuarta                     |

- Personería: Es un centro del Ministerio Público de Colombia que ejerce, vigila y hace control sobre la gestión de las alcaldías y entes descentralizados; velan por la promoción y protección de los derechos humanos; vigilan el debido proceso, la conservación del medio ambiente, el patrimonio público y la prestación eficiente de los servicios públicos, garantizando a la ciudadanía la defensa de sus derechos e intereses.

- Concejo Municipal: Es la suprema autoridad política del municipio. En materia administrativa sus atribuciones son de carácter normativo. También le corresponde vigilar y hacer control político a la administración municipal. Se regulan por los reglamentos internos de la corporación en el marco de la Constitución Política Colombiana (artículo 313) y las leyes, en especial la Ley 136 de 1994 y la Ley 1551 de 2012.

Constituido por 13 concejales por un periodo de 4 años.
- Alcaldía Municipal: En esta se encuentra la administración municipal y las entidades descentralizadas del municipio.

El Alcalde se pronuncia mediante decretos y se desempeña como representante legal, judicial y extrajudicial del municipio. El actual Alcalde municipal es Armel Caracas Viveros (2024-2027), elegido por voto popular.
- JAL. Sin constitución alguna en los corregimientos del municipio.